# アンダースロー

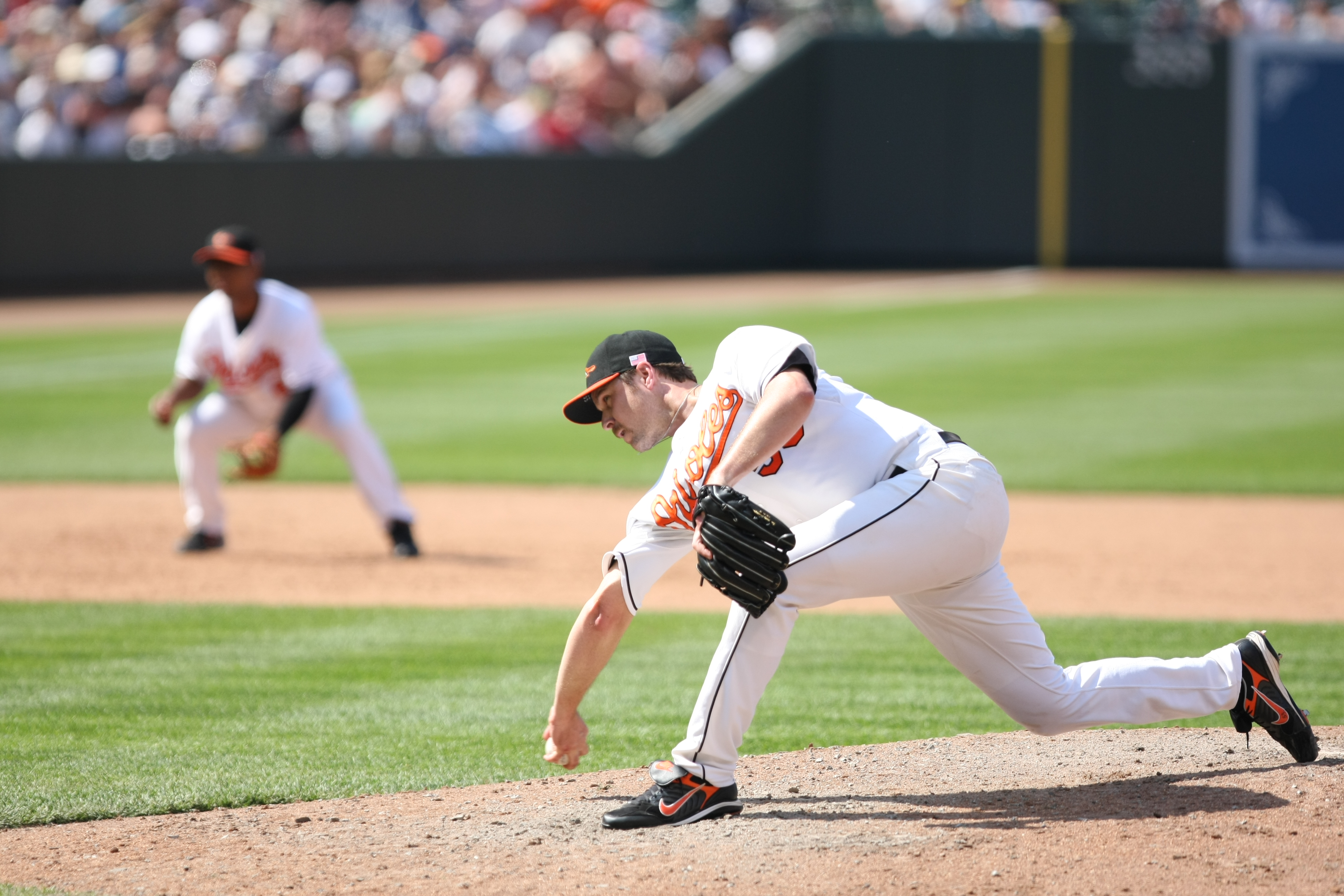
アンダースローで投球しているチャド・ブラッドフォード。

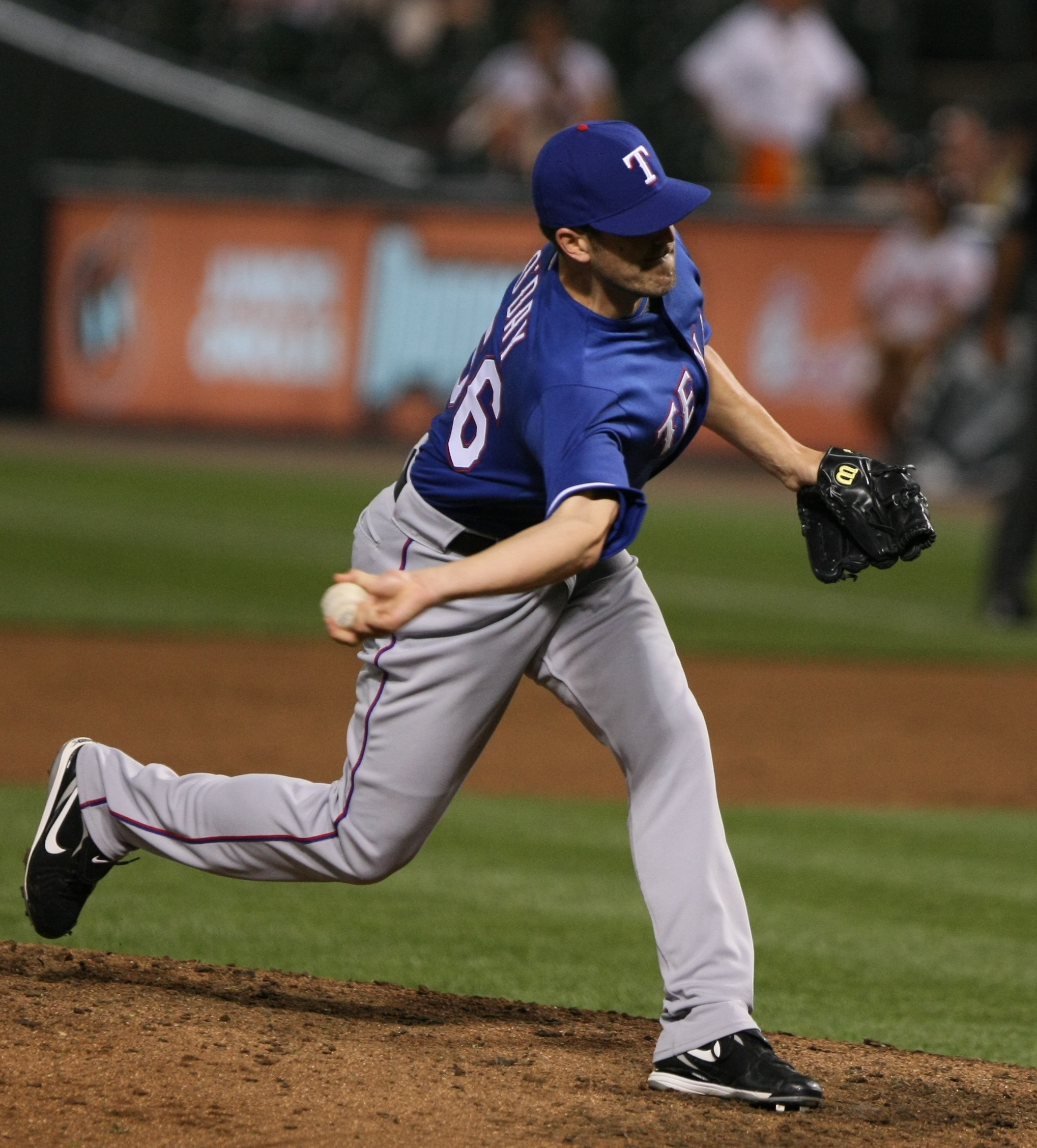
アンダースローで投球しているダレン・オデイ。

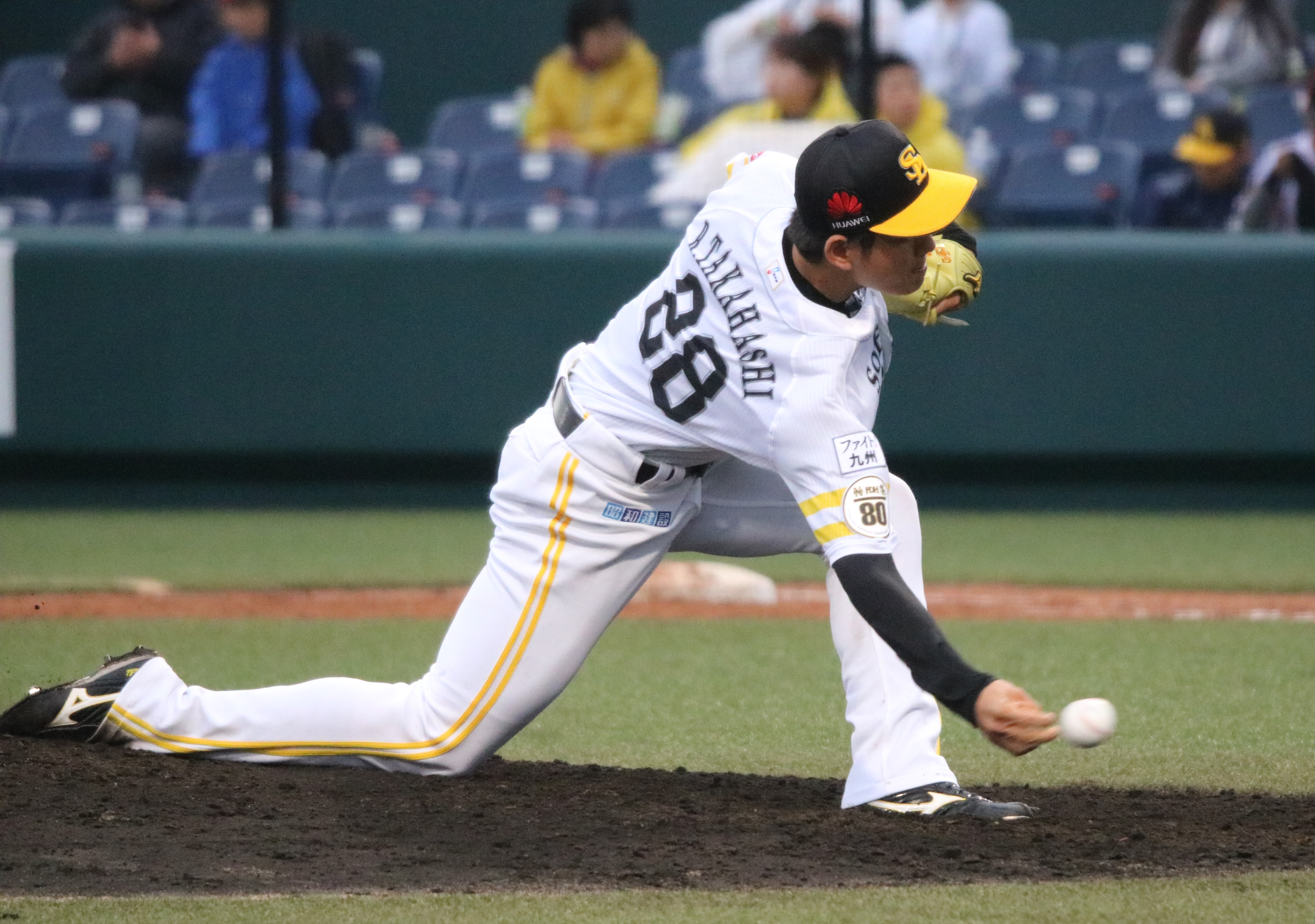
アンダースローで投球している高橋礼。

アンダースロー（英語: underhand pitch, submarine）とは、野球などの球技における投法の一つである。下手投げとも呼ばれる。投手がボールをリリースする際に身体が沈むこと、あるいはボールが下から上に上がってみえる（実際には放物運動である）ことから、特に野球では潜水艦になぞらえてサブマリン投法（サブマリンとうほう）とも呼ばれる。なお英語の underthrow は「受け手のいる位置よりも手前に投げる」という動詞であり、下手投げの呼称としての「アンダースロー」は和製英語である。また、アンダースローで投げる投手は underhander または submariner と呼ばれる。

## 概要
アンダースローとは、投手の手からボールがリリースされるときに、ボールを持っている腕が水平を下回る角度にある投法のことである。ワインドアップまたはセットポジションから急激に重心を下降させ、投球腕を水平を下回る角度にまで下げた後、腕をしならせて投げる。

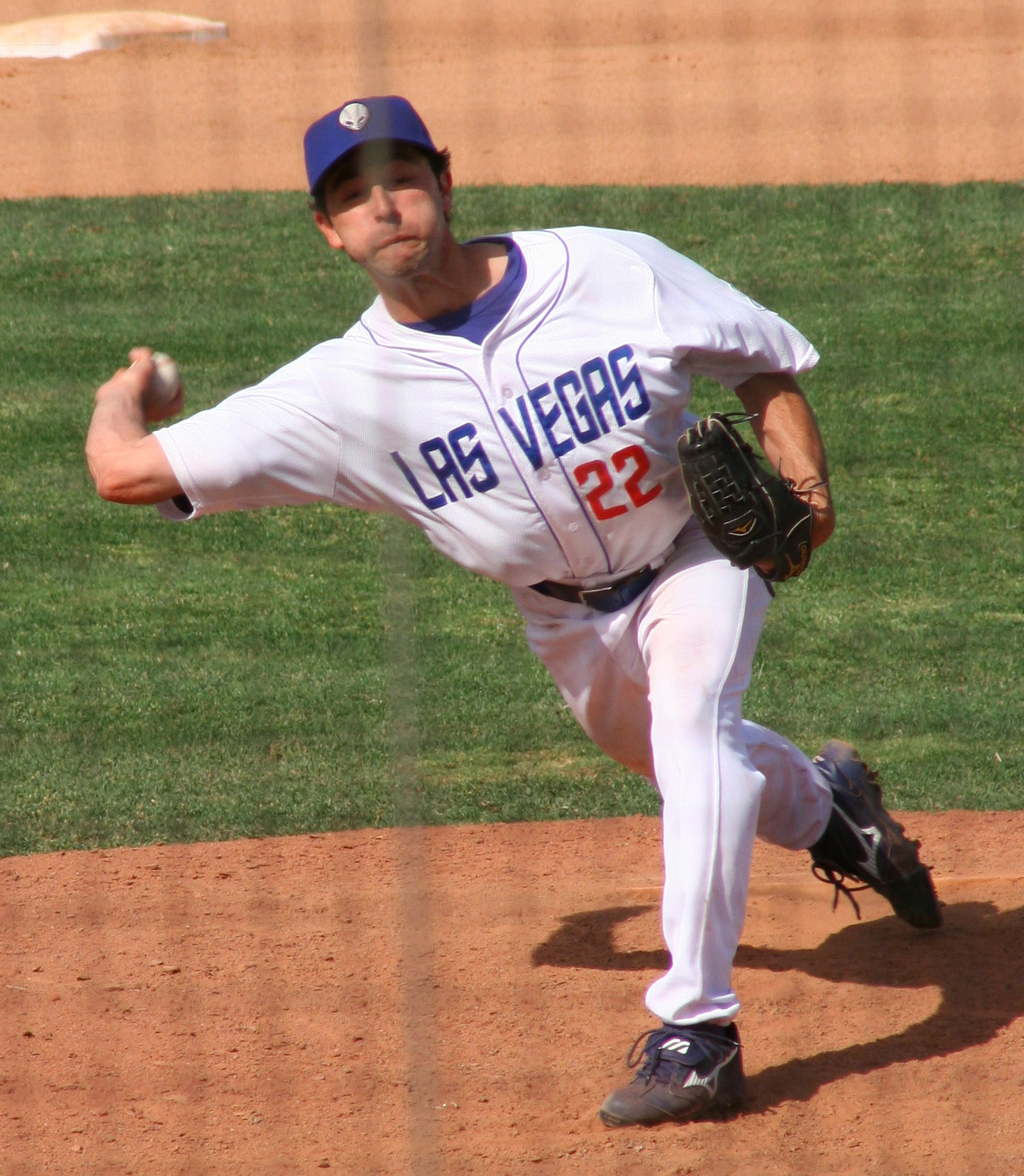
サイドスローに近い腕の角度のアンダースロー(低肩側投、ロー・サイドアーム)の一例、マイク・コップラブ

なお、杉浦忠や永射保など、サイドスローに近い腕の角度で投球する投手もおり、本来サイドスローを主体とする投手が投球のバリエーションの一つとして肩より下からリリースを行うケースもある為、投球フォームを分類する上でサイドなのかアンダーなのか、資料により見解が分かれている投手も存在している。
米国のバイオメカニクス研究者の定義では、「アンダーハンド（サブマリン）とは、利き腕は体幹に対して90度を保っているが、腕の位置が水平より下がっている投法」であるとされている。こうしたバイオメカニクス分野での区分の定義は、元々は1970年代末の米国にてスポーツ科学の分野から提唱されたものである。
こうした概念が知られる以前の日本では、横手や下手でのリリースの際に「手首を立てている」投手はサイドスロー、「手首を寝かせている」投手はアンダースローであるとする区分法も存在していた。今日、しばしば「手首を立てたアンダースロー」とも形容される杉浦を例にとると、杉浦自身は自らのフォームはサイドスローであると述べており、杉浦と同時期に活躍した皆川睦夫や秋山登は「手首を寝かせている」事から、サイドスローに極めて近いフォームでありながらしばしばアンダースローであると分類されていた。
なお、皆川は「手首を寝かせている方がシンカーを投げやすい」としており、渡辺は「山田久志のように手首を立て、更に肘も立てる事で腕の振りがオーバースローに近くなるが、リリースの位置はどうしても高めになる」としている。
台湾球界ではアンダースローを「低肩投法」、サイドスローを「側肩投法」と呼称しているが、日米の分類に存在しない定義として低肩側投(ロー・サイドアーム)という区分を設定している。低肩側投は通常のサイドスローとは異なり、「ワインドアップから腕を振り出すまでの前半動作はアンダースローと同一であるが、腕の振りがほぼ水平である為、結果としてリリースの形が肩の高さが低いサイドスローとなったもの」を指し、台湾球界に在籍した選手では林昌勇や金炳賢、ブライアン・フエンテス、マイク・コップラブなど、日本ではアンダースローや変則的なサイドスローと分類される選手が低肩側投と定義されている。

### 長所
スピードのある速球を投げることは難しいが、低いリリースポイントから浮き上がるような軌道でボールが投球されるため、打者を幻惑することが出来る。例えば、内角高めに速球を投げると、打者はボールの下を叩いてしまいやすく、凡フライを打ってしまいやすい。アンダースローでも球威がある投手の場合、これを利用して、打者の胸元への速球を武器とすることが多い。2008年にマサチューセッツ工科大学のサル・バクサムサ教授がオーバーハンド投手のジョー・ブラントンと、アンダースロー投手のブラッド・ジーグラーの速球の投球軌道（球筋）を比較したところ、ブラントンの投球はリリースポイントからキャッチャーミットに到達するまで約1.3メートル落下したのに対し、ジーグラーの投球はリリースポイントから約30センチメートルしか落下しなかった。バクサムサはこの投球軌道の違いが打者を幻惑する要因となっていると指摘している。また、右打者に対する右投げ、左打者に対する左投げではより角度のある投球となるため、これを苦手とする打者もいる。また、シンカーやスクリューボール、カーブなどの球種は一旦浮き上がってから曲がり落ちる特有の軌道を描く。さらに、アンダースロー投手は絶対数が少なく、アンダースローの軌道を再現できるピッチングマシンも少ないため、打者はこれを打ち返す練習をすることが難しい。
これらの長所から、高校野球では投手の投球数制限が強化された2020年代以降、リリーフ投手の布陣を強化していく過程でアンダースローの適性を持った投手を発掘し、戦力化の為の育成を重視する高校が現れ始めている。
また今浪隆博は、プロレベルのアンダースローとアマチュアレベルのアンダースローの違いとして、タイミングの取りやすさの違いを挙げている。特に今浪はタイミングが取りづらかった投手として渡辺俊介の名前を挙げており、タイミングを完璧に取ったという瞬間でまだリリースすらしていなかったと、タイミングの外し方が非常に秀でていたと対戦経験に基づいて証言している。

### 短所

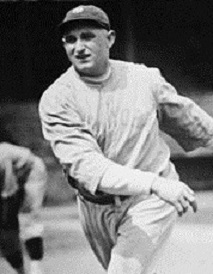
カール・メイズはレイ・チャップマンの頭部に投球を当て、死に至らしめてしまった。

欠点のひとつは、走者を背負った際のクイックモーションが難しく、盗塁を企図されやすいことである。しかし渡辺俊介は、フォームの無駄を減らすことと捕手との協力で対応可能としている。また、この投法をする投手は与死球が多いことがある。NPBの通算与死球数上位10人のうち6人がアンダースローである（2019年シーズン終了時点）。これはアンダースローによる投球の軌道は独特であるため、打者側が反応できず回避動作が遅れることも一因である。1920年8月16日にニューヨークのポロ・グラウンズで行われた試合において、クリーブランド・インディアンスのレイ・チャップマンがニューヨーク・ヤンキースのアンダースロー投手カール・メイズから頭部に受けた死球のために、翌日未明に死亡するという事故が発生している。また、この投法でフォークボールを投げることは難しい。ただし、落ちる球としてはシンカーなどで代用が可能である。さらに、アンダースローを指導できる指導者は少なく、指導法も未確立である。
野球大国である米国でもこの傾向は変わらず、1970年代のMLBを代表するサブマリナーであったケント・テカルヴも、2011年時点においても米国内にアンダースローについて適切に書かれた指導書がほとんど存在しない事を指摘している。テカルヴは良いサイドアーマーやサブマリナーにとって重要な事は痩せた身体と長い手足を有する事で、強い腕力はそれほど重要ではないと述べており、アンダースローが伝統的なオーバースローやスリークォーターと上半身や腰の使い方が全く異なり、むしろゴルフにおけるスイングに身体の使い方が近い事も、投手コーチからの適切な指導をより難しくしている要因であると述べている。その上で、アンダースローを志す投手はまずサイドスローとアンダースロー双方の投球のバイオメカニクスを自らでよく理解した上で、横手で投げるか下手で投げるかは最終的に自身の身体特性と照らし合わせた上で決定するのが望ましいであろうと結論づけている。テカルヴ自身もサイドスローからアンダースローへ転向した投手であり、日本の杉浦や永射らと類似した上体を立てた姿勢から腕のみを肩より下ろしたフォームで投球しており、ボールに下向きのスピンを掛ける事に適している事から、サブマリナーの100人に99人はシンカー・スクリューボールの使い手であるだろうとも述べている。
左打者に対する右アンダースロー投手は球筋が見易く球速もさほど速くない為、慣れてしまえばくみし易い。ただし、アンダースロー投手の絶対数が少なく対戦も多くないので打者が圧倒的有利とはなっていない。一例として、左の大打者であった福本豊は右のサブマリンである金城基泰を苦手としていた実例が存在する。NPBに再び右アンダースロー投手が増加してきた2020年代以降になると、右アンダースロー投手攻略の目的で、打線のスターティングメンバー全員を左打者とする采配が取られる事例が散見されるようになっている。
なお左腕のアンダースローの場合、前述の右腕と打者に対する条件が逆転するため、野球選手の大多数を占める右打者に対して球筋が読まれやすいという致命的な欠点を抱える事になりやすい。その為、日本球界では1970年代までは「左腕がアンダースローを志す事は禁忌」と見なされていた事もあったという。同様の欠点は左腕のサイドスローにも共通しているが、広尾晃によると、2020年の時点でNPBに所属する全投手に占める左腕投手は3割程度で、左腕のサイドスローは左腕全体の1割程度(つまり、全投手中3%程度)しか存在しない程稀少な存在とされており、アンダースロー自体が「他の手段では活躍できなかった選手がとる最後の手段」とも形容されている事から、只でさえ稀少な存在の左腕が敢えて変則的なアンダースローを志す必然性は低いと見なされている事も、左腕のアンダースローが殆どいない一因となっているとされる。しかし、左腕のアンダースローはその稀少性から左打者が対策練習を行う事自体が極めて困難である為、球史上は「左殺し」として左の大打者専用のワンポイントリリーフ要員として長く活躍した選手も存在している。

### 故障について
アンダースローは全身を使わないと投げられないため、肩や肘に疲労が集中しない。そのため山田久志や渡辺、スティーブ・リード はアンダースローは故障が少ない投法であると証言している。また、日本ではアンダースロー投手には「先発完投型」が多い。しかし、股関節や膝関節をうまく使うことが出来ず、胴体のみを極端に屈曲させるフォームになってしまうと、前鋸筋筋膜炎を起こしたり、ひどい場合には肋骨にひびが入ったり疲労骨折することもある。

## 歴史

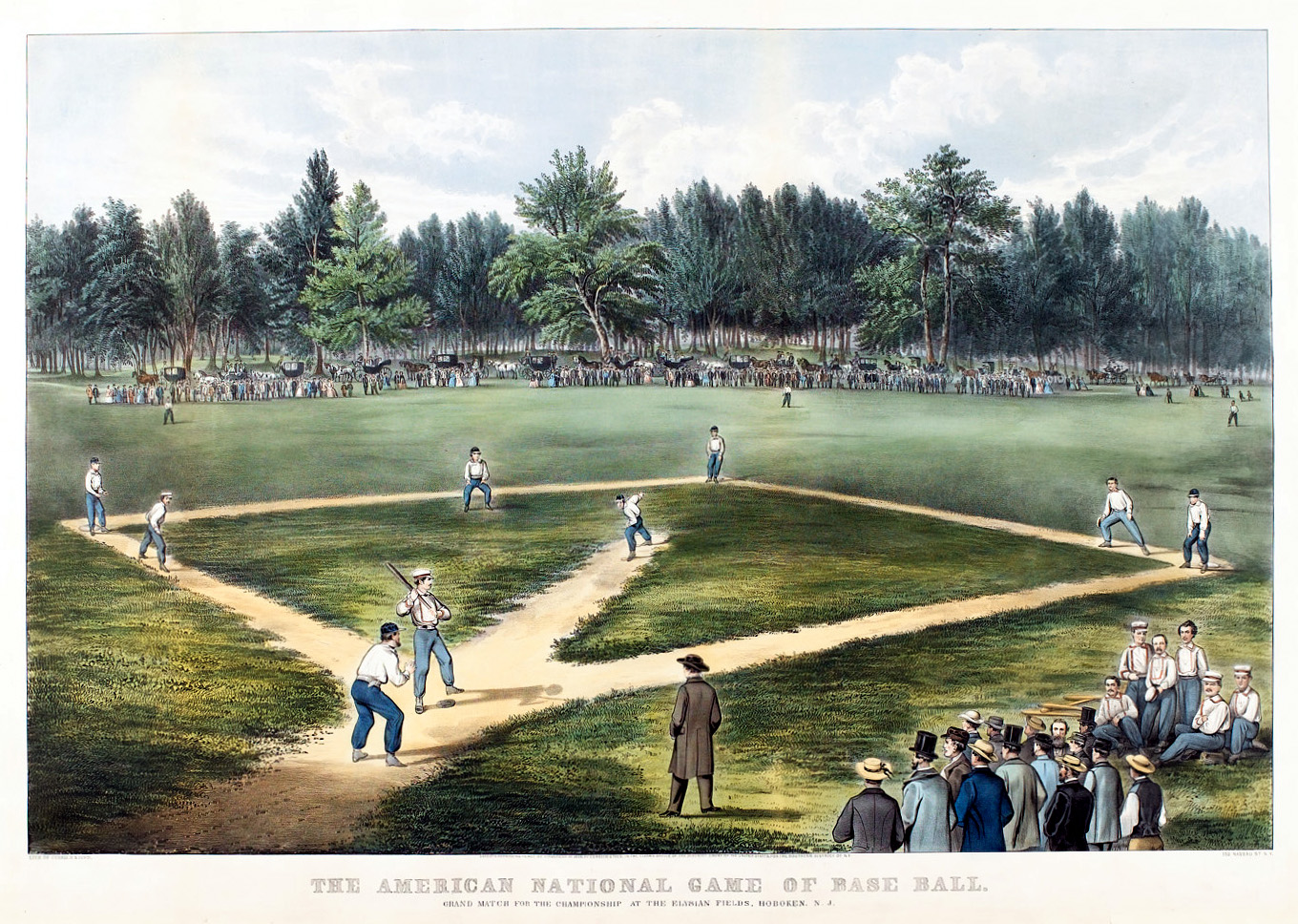
1866年にエリシアン・フィールズで行われたミューチュアル・クラブ対アトランティック・クラブの試合を描いたリトグラフ"The American National Game of Baseball"。アンダーハンドで投げる投手が描かれている。

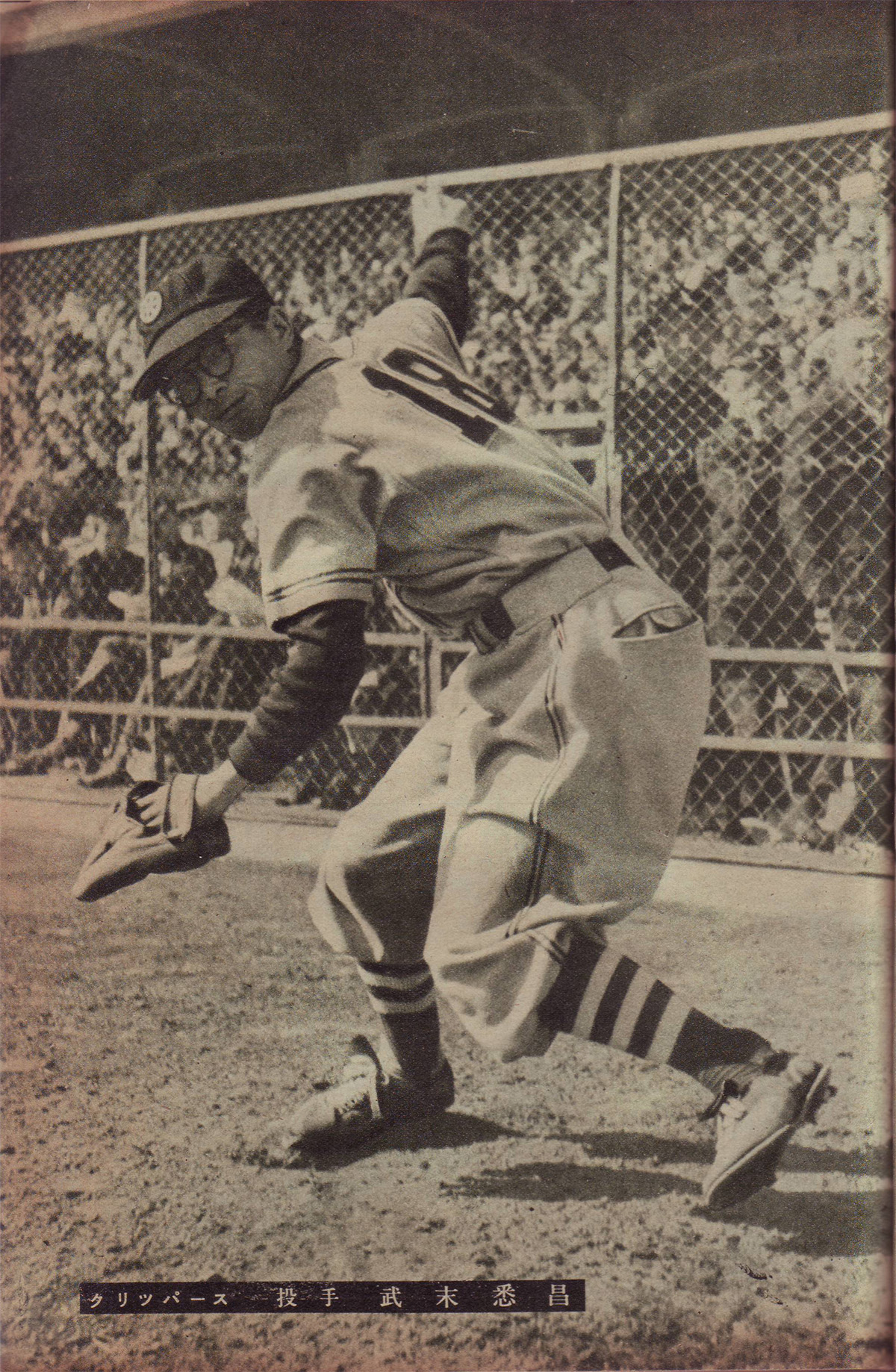
西鉄クリッパースの武末悉昌。戦前の重松通雄と並び、日本のサブマリナーの元祖と称される。

1845年にアレクサンダー・カートライトがルールを整備した初期の野球では、投手の投球は全てアンダーハンドで行われていた。当時のルールでは「ピッチ（pitch=放ること）」だけが許され、「スロー（throw=投じること）」が禁止されていたため、その投法は今で言うスローピッチ・ソフトボール投手の投法に近いものであった。
しかし、1860年以降ジム・クレイトンなどの投手がフォームに改良を加え、速球派の投手が増加したことからそのルールは徐々に死文化して行き、1872年にはルールが改正され、アンダーハンドでも手首のスナップを使って投げることが正式に認められた。
その後、アンダースローは1882年にサイドハンドピッチが、1884年にオーバーハンドピッチがそれぞれ更なる投球ルール改正によって解禁されるまでは主流の投法であった。また、野球の球種の内、カーブ、チェンジアップを初めて投げたのはアンダースロー投手（カーブはキャンディ・カミングス、チェンジアップはハリー・ライト）である。
日本に野球が伝来したのは投球ルール改正前の1871年、お雇い外国人のホーレス・ウィルソンによってである。さらに1908年11月22日に行われたメジャーリーグベースボール選抜チーム対早稲田大学野球部の試合で始球式を行った大隈重信の投球はアンダースローであった。NPBにおいて最初に活躍したアンダースロー投手は1936年に阪急軍に入団した重松通雄である。重松と1949年に南海ホークスに入団した武末悉昌には共に「アンダースローの元祖」という渾名が付いている。その後1960年代には南海の杉浦忠、大洋ホエールズの秋山登といった名手が登場する。
前述の通り1920年にカール・メイズが死球による死亡事故を起こすと、アメリカ合衆国ではアンダースローは危険な投法であるという認識が広がり、アンダースロー投手は減少していった。1972年（日本では1976年）に、スピードガンが野球界に導入され始めると、投手の投球術よりも球速が注目されるようになり、球速の出にくいアンダースロー投法を採用する投手の減少傾向がより進んだ。1970年代のNPBには阪急の足立光宏と山田久志という時代を代表する名手が登場するが、この時代のアンダースローの投手はリリースポイントを下げる為に上体を倒した姿勢で振りかぶり、サイドスロー気味に投球する者が多く、アンダースローであっても速球を武器とした本格派投手も数多く存在した。武末や杉浦と類似した上体を立てたフォームの投手では永射保や高橋直樹が活躍したが、山田や金城基泰、仁科時成らの上体を倒したフォームと比較した場合、純然たるサイドスローとして分類されるケースも多かった。
山田ら70年代の名手が引退した1980年代後半以降は、NPBでは先発をこなせる目立ったアンダースローの名手が不在となり、アンダースロー自体が一時衰退する。リリースポイント自体は山田らのフォームよりも更に低くなっていったが、軟投の技巧派投手として分類される者が多くなり、活動の場も専らワンポイントリリーフなどの中継ぎや抑えなどに移り変わっていった。1990年代には福岡ダイエーホークスに、上体を極端に倒して地面スレスレの位置からリリースするフォームの足利豊が在籍。同年代後半にはアンダースローの中継ぎ陣を数多く擁した阪神タイガースのような事例もあった。
しかし、2000年代にはMLBに足利と同じく極端に低いリリースポイントから投球するチャド・ブラッドフォードが登場、日本でも千葉ロッテマリーンズに「世界一低いリリースポイント」とも謳われる渡辺俊介が入団。渡辺がMLBを経て第一線を退いた2020年現在は、東北楽天ゴールデンイーグルスの牧田和久が渡辺に匹敵する低いリリースポイントから投げるフォームである。

## 主なアンダースロー投手

### 引退投手

#### MLB
- ビリー・ラインズ（英語版）[45]
- カール・メイズ
- エルデン・オーカー（英語版）
- テッド・アバーナシー
- ケント・テカルヴ
- ダン・クイゼンベリー
- マーク・アイクホーン
- チャド・ブラッドフォード
- ブラッド・ジーグラー
- パット・ネシェック
- ダレン・オデイ
- ジョー・スミス
- エリック・ヤードリー

左投げ
- マイク・マイヤーズ
- ブライアン・シャウス

プロ野球リーグ成立以前
- ジム・クレイトン
- エイサ・ブレイナード

#### 日本
1940年代以前 (1リーグ時代)
- 重松通雄

1950年代
- 大友工
- 武智文雄 （田中文雄）

1960年代
- 皆川睦雄 （アンダースロー投手として初の200勝達成者, 通算 133先発勝）
- 杉浦忠
- 秋山登
- 小川健太郎
- 坂井勝二
- 佐々木宏一郎
- 若生忠男

1970年代
- 山田久志 （アンダースロー投手として最多の通算284勝(240先発勝)）
- 足立光宏
- 高橋直樹
- 上田次朗
- 三沢淳
- 金城基泰
- 山下律夫
- 渡辺秀武

1980年代
- 松沼博久
- 仁科時成

2000年代
- 渡辺俊介

2010年代
- 牧田和久

#### 韓国
- 鄭大炫
- 金炳賢

#### 台湾
- 廖于誠

#### 中国
- 李帥

### 現役投手

#### MLB
- アダム・シンバー
- ティム・ヒル
- ブライアン・モラン
- タイラー・ロジャース
- ライアン・トンプソン

#### 日本
- 下川隼佑
- 鈴木健矢
- 高橋礼
- 颯（中川颯）
- 與座海人

### 架空のアンダースロー投手
- 池畑三四郎 - 漫画『男どアホウ甲子園』
- 里中智 - 漫画『ドカベン』シリーズ
- 佐野・アニメ『キャプテン』※左投げ　青葉学院のエース
- 岩田清志- 漫画『野球狂の詩』
- 立花薫 - 漫画『野球狂の詩』
- 水原勇気 - 漫画『野球狂の詩』※左投げ 女性選手
- 国立珠美 - 漫画『新・野球狂の詩』※左投げ 女性選手
- 黒沢影人、巳土里長太郎 - 漫画『新約「巨人の星」花形』
- 北大路輝太郎 - 漫画『最強!都立あおい坂高校野球部』※左投げ
- 早川あおい - ゲーム『実況パワフルプロ野球シリーズ』※女性選手
- トモロー・ベルトリー - 漫画『TOMORROW』
- 山田太一 - 漫画『ペナントレース やまだたいちの奇蹟』
- 土屋拳至 - 漫画『砂漠の野球部』
- 吉田均 - 漫画『ONE OUTS』
- 星飛雄馬　- 漫画『巨人の星』（大リーグボール3号投球時）※左投げ
- 神童仁志 - 漫画『キャットルーキー』※左投げ
- 三ヶ月心 - 漫画『キャットルーキー』（ウィザード・ライザー投球時）
- 子津忠之介 - 漫画『Mr.FULLSWING』
- 小笠原晶子 - アニメ『大正野球娘。』※女性投手（アニメ版のみ）
- アンディ（メロディ・パトリシア・ノーマン） - 漫画『ミラクルジャイアンツ童夢くん』※左投げ 女性選手
- 宇喜多茜 - ゲーム『八月のシンデレラナイン』※女性選手
- 直江太結 - ゲーム『八月のシンデレラナイン』※女性選手
- 久住凪春 - 漫画『ハルカゼマウンド』※左投げ